# Vespa mandarinia
Il calabrone gigante asiatico (Vespa mandarinia Smith, 1852), detto anche calabrone giapponese, è il calabrone più grande al mondo. Nativo dell'Asia orientale temperata e tropicale, il suo corpo è lungo circa 45 mm, con un'apertura alare di circa 75 mm e un pungiglione lungo 6 mm, col quale inietta una grande quantità di potente veleno (potenzialmente mortale per l'uomo se innesca una reazione allergica, non trattata opportunamente e quanto prima); le regine possono raggiungere una lunghezza di 55 mm.
Il calabrone gigante asiatico è spesso confuso con la Vespa velutina (o “calabrone dalle zampe gialle”), una specie invasiva che causa maggiori preoccupazioni in Europa; e a volte anche con la Vespa orientalis.

## Anatomia
Ha la testa color arancione e apertura alare molto ampia, in paragone alle altre specie. Gli occhi composti e gli ocelli sono color marrone scuro, le antenne sono marrone-arancione. Il clipeo (lamina a forma di scudo davanti alla testa) è arancione e punteggiato; la parte posteriore del clipeo ha lobi stretti, arrotondati. La mandibola è grande, arancione, con un dente nero (superficie masticatoria interna).
Il torace e il propodeum (segmento che forma la parte posteriore del torace) della vespa mandarinia hanno un caratteristico color dorato e un grande scutello dalla linea mediale profondamente impressa. Il postscutello sporge e sovrasta il propodeum. Le zampe anteriori sono color arancione con tarsi marrone scuro; quelle centrali e quelle posteriori sono color castano scuro. Le ali dell'insetto sono di color grigio-marrone scuro. Le tegula sono marroni.

## Distribuzione geografica
Il calabrone gigante asiatico si può trovare in Territorio del Litorale, Cina, India, Bhutan, Corea, Laos, Malaysia, Birmania, Nepal, Russia, Taiwan e Thailandia, ma è più comune nelle aree montane del Giappone. Nel 2019 è stato avvistato anche negli Stati Uniti, mentre in Europa non ci sono segnalazioni.
Preferisce vivere in basse montagne e foreste, mentre evita completamente pianure e le alte altitudini.
Gli Stati Uniti hanno annunciato l'eliminazione completa su quell'area grazie ad un'operazione su vasta scala.

## Ciclo vitale
Il ciclo vitale di questo insetto inizia in modo più o meno uguale a quello degli altri vespidi sociali: una femmina fondatrice, o regina, si sveglia in primavera e fonda un nido.
Nel caso della Vespa mandarinia il risveglio avviene nel mese di aprile, dopo vari mesi di ibernazione all'interno di cavità nel terreno o nel legno marcescente. Essa trascorre varie settimane a nutrirsi con le secrezioni zuccherine nelle lesioni della corteccia di alcuni alberi, come le querce, attendendo la maturazione degli ovari. La fondazione del nido inizia in giugno, all'interno di una cavità sotterranea come una tana di roditori abbandonata o simili. La costruzione del nido, con materiale cartaceo ricavato dalle fibre di corteccia di giovani rami masticate, prevede la creazione di un peduncolo al quale sono fissate un gran numero di celle esagonali rivolte verso il basso. Ogni cella ospita un uovo, che si sviluppa in larva.
Le larve sono nutrite con carne di altri insetti cacciati dalla regina stessa, ed in cambio, se stimolate meccanicamente, secernono una gocciolina di liquido zuccherino e ricco di aminoacidi da cui essa prende energia per una nuova battuta di caccia. Un esile strato protettivo viene costruito attorno al favo.
Le larve maturano in circa un mese, costruendo un opercolo sericeo con il quale chiudono la propria cella una volta raggiunta la maturità. All'interno della cella chiusa, la larva muta in pupa e matura in circa una settimana. Una volta diventata un'operaia adulta, rosicchia l'opercolo di seta ed emerge.
In luglio, nascono così le prime operaie, leggermente più piccole, allevate dalla sola regina. Le prime operaie arrivano circa ad essere 40, ma prima che esse imparino completamente le mansioni del nido (estendere e costruire le cellette, ampliare lo strato protettivo, difendere la colonia e cacciare insetti con cui nutrire le larve), la regina continua per un breve periodo a lavorare, cessando totalmente ogni attività al di fuori della deposizione di uova in circa 10 giorni.
In estate, la regina depone centinaia, migliaia di uova, accudita dalle operaie nate. Una colonia in salute, ad inizio agosto, conta circa un centinaio di operaie per poco più di un migliaio di cellette. 
Via via che passa il tempo, nascono sempre più operaie e ben presto un solo piano di cellette non basta più: sono costruiti ulteriori piani per permettere alla famiglia di allargarsi, e il nido può raggiungere le dimensioni e la forma di una sfera anche di 60 cm di diametro, protetto da strati di copertura impermeabile che fungono da muri termici con cui si isola il calore. L'appetito delle larve costringe le operaie a cercare cibo sempre più spesso e più lontano.
A cavallo fra agosto e settembre, la colonia può contare in media 300 operaie ed un numero enorme di cellette. Ogni giorno, ci sono numerose operaie che nascono e sempre più larve da sfamare. Una colonia matura può diventare estremamente pericolosa, in quanto si avvia al declino. A metà settembre nascono i primi esemplari maschi, a metà ottobre nascono esemplari fertili e di grandi dimensioni, che saranno le future fondatrici nell'anno successivo. A fine ottobre la regina muore, probabilmente sono le operaie stesse ad ucciderla appena essa diventa incapace di produrre i feromoni che indicano alla colonia che solo lei è in grado di riprodursi. La colonia cade quindi nella totale anarchia. Le operaie, ormai decimate dal mancato ricambio generazionale, cessano di nutrire le larve rimaste che iniziano a morire di fame, creando un odore nauseabondo, preludio della imminente estinzione della colonia. Le operaie, ormai anziane, sono ormai vicine alla morte. Sono spesso facili da incontrare presso fonti zuccherine alla ricerca di cibo, aspettando la morte.
Le nuove regine e i maschi, intanto, si colorano di un arancione carico per via dei carotenoidi sintetizzati in gran quantità nella cuticola. I maschi pattugliano l'uscita del nido, catturando ogni regina che esce per provare ad accoppiarsi con essa. Le regine non compiono alcun volo di orientamento, per cui non appena si accoppiano, prendono il volo e non tornano mai più al nido originale, che è ormai quasi desolato. Una abbondante metà delle regine vola senza accoppiarsi: sono regine sterili, che passeranno la stagione fredda in ibernazione come quelle fecondate, ma a differenza di queste ultime, al risveglio primaverile non riusciranno a fondare alcun nido e non raggiungeranno mai la totale capacità riproduttiva, morendo in luglio.

## Puntura

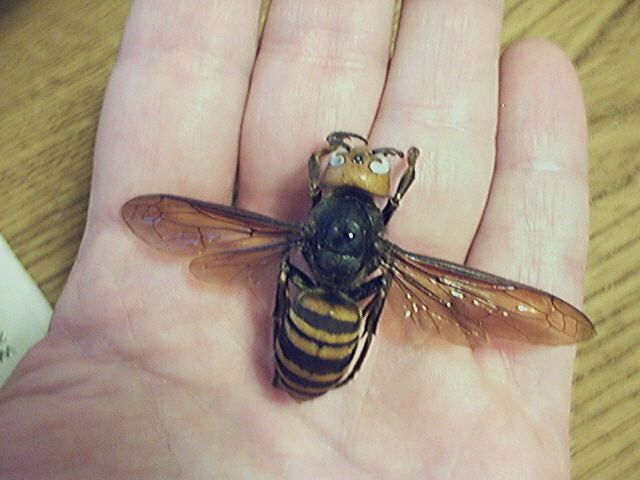
Vespa mandarinia

Il pungiglione della vespa mandarinia è lungo circa 6 mm e può iniettare un potente veleno che contiene, come quello delle api e delle vespe, un peptide citolitico, che può danneggiare i tessuti con un'azione di fosfolipasi, in aggiunta alla sua propria intrinseca fosfolipasi.
Masato Ono, un entomologo dell'Università Tamagawa vicino a Tokyo, descrisse una puntura ricevuta “come un chiodo rovente conficcato nella gamba”.
Un soggetto allergico può morire per reazione allergica; il veleno però, contenendo una neurotossina chiamata mandaratossina, può essere letale anche per persone non allergiche, se la dose è sufficiente (ossia in caso di punture multiple).
Ogni anno circa 50 persone muoiono in Giappone dopo essere state punte. Secondo un'altra fonte, dal 2001, in Giappone il numero di morti annuali causate da punture di vespe, api e calabroni è tra 12 e 26. Dato che questo numero include anche morti causate da vespe, api e altre specie di calabroni, il numero di morti causate dalla Vespa mandarinia è probabilmente molto più basso.
Sebbene non tutti mostrino lesioni o necrosi, esiste una forte correlazione tra il numero di punture e la gravità del danno subito. Coloro che sono morti, in media, erano stati punti 59 volte (con uno scarto quadratico medio di 12), mentre coloro che sono sopravvissuti hanno subito 28 punture (con uno scarto quadratico medio di 4)
Alcune note sul veleno e sul pungiglione della vespa mandarinia:
- il veleno contiene almeno otto distinti componenti: alcuni danneggiano i tessuti, alcuni causano dolore e almeno uno ha un odore che attrae più calabroni sulla vittima;
- il veleno contiene il 5% di acetilcolina: essa stimola le fibre nervose dolorifiche, intensificando il dolore della puntura (la vespa mandarinia usa le sue grandi mandibole, anziché il pungiglione, per uccidere le prede);
- l'enzima contenuto nel veleno è così potente che può sciogliere i tessuti umani;
- come tutti i calabroni, la vespa mandarinia ha un pungiglione privo di barbiglio, consentendole così di pungere ripetutamente senza morire.

## Prevenzione delle punture e precauzioni
- I calabroni giapponesi proteggono i loro nidi e attaccano chi si avvicini a circa 10 metri. La prevenzione dunque parte dalla localizzazione dei nidi, con segnalazione all'autorità competente.
- La vespa mandarinia dimostra lo stesso comportamento aggressivo anche per proteggere le fonti di cibo, come le secrezioni di linfa degli alberi, specie in estate.
- Abiti di colore nero aumentano il rischio di attacco del calabrone. Gli abiti bianchi possono essere a rischio di notte.
- Anche singole punture possono essere letali.
- Gli insetti sono attratti dalle bevande contenenti alcool e glucosio, quindi bisogna far attenzione quando si beve da una lattina o da altri recipienti contenenti tali componenti, se sono stati lasciati aperti abbastanza a lungo da lasciarci entrare un calabrone.

## Primo soccorso in caso di puntura
La puntura di calabrone gigante è estremamente dolorosa e potenzialmente letale, e contiene feromoni che attraggono e incitano altri calabroni ad attaccare nuovamente.
- Una volta punti, ci si dovrebbe ritrarre velocemente, senza movimenti eccessivi che potrebbero aumentare il rischio di attacchi multipli.
- Si raccomanda la compressione e/o l'uso di un dispositivo sottovuoto per rimuovere il veleno dalla ferita. Non usare la suzione orale perché il veleno si trasmetterebbe alla bocca.
- Lavare la ferita con acqua o, meglio, con liquidi contenenti tannini, come aceto, tè o vino rosso, perché il tannino combatte gli effetti di una o più tossine.
- L'uso di pomate contenenti antistaminici e cortisonici è raccomandato.
- Dopo le prime cure, occorre consultare subito il medico.
- Chi è stato punto in precedenza è a grande rischio di shock anafilattico, la causa principale di morte da puntura di vespa mandarinia.

## Predazione
Il calabrone gigante asiatico è un predatore inesorabile, che caccia altri grandi insetti, come le api, le altre specie di calabroni e le mantidi.
Nel pieno della stagione estiva, una colonia ancora in crescita può limitarsi a cacciare insetti solitari o braccare qualche ape operaia all'ingresso degli alveari. Una colonia matura, invece, ha bisogno di una quantità di proteine molto maggiore per nutrire sempre più larve, tra cui quelle destinate a diventare sessuati. Per soddisfare questo fabbisogno, le operaie aumentano la loro aggressività a livelli esponenziali, arrivando a localizzare e sterminare intere colonie di api o di altre vespe, di cui depredano le larve e le pupe per portarle al nido. 
Le api giapponesi, della sottospecie Apis cerana japonica, hanno sviluppato un metodo per combattere il calabrone. Quando un'operaia di calabrone localizza un nido, le api la fanno avvicinare e poi la ricoprono completamente con i loro corpi, producendo calore mediante i muscoli alari e arrostendo il calabrone. Questo metodo funziona fintanto che le api riescono ad abbindolare il calabrone. Se esso sopravvive, tornerà assieme a numerosi altri compagni che saranno in grado di estinguere la colonia. Le api europee, non essendosi evolute nell'ambiente naturale del calabrone gigante, non hanno sviluppato questa tecnica: le colonie di api europee in Giappone sono minacciate e spesso sterminate, nel giro di pochissimi anni, da sciami di calabroni.
I calabroni adulti non possono digerire le proteine solide, perché il loro peziolo (congiunzione tra torace e addome) è troppo stretto, così non mangiano le loro prede, ma le masticano ottenendo una pasta che danno alle loro larve; queste producono in cambio un liquido chiaro, la miscela aminoacida di vespa, che poi gli adulti consumano.
In assenza di larve nel nido (già sfarfallate o ancora nascenti), gli adulti bottinano sui fiori o vanno alla ricerca di liquidi zuccherini di vario genere.

## Uso nell'alimentazione umana
Nei villaggi montani del Giappone e in Cina le larve e le pupe dei calabroni sono considerate una prelibatezza. Esse sono mangiate fritte, saltate e bollite o come una specie di sashimi di calabroni.
Occasionalmente vengono date come mangime per alcuni animali da allevamento.

## Uso come integratore
Recentemente numerose ditte in Asia e in Europa hanno cominciato a produrre integratori alimentari e bevande energetiche contenenti una versione sintetica delle secrezioni delle larve di Vespa mandarinia. I fabbricanti di questi prodotti affermano che il loro consumo migliorerebbe la resistenza fisica umana.